# Australian Open 2017
De 105e editie van het Australische grandslamtoernooi, het Australian Open 2017, werd gehouden tussen 16 en 29 januari 2017. Het toernooi in het Melbourne Park te Melbourne was de 91e editie voor de vrouwen.
Bij zowel het enkelspel voor de mannen als dat voor de vrouwen begon het toernooi op de zestiende van januari. Bij beide dubbelspelen startte het toernooi twee dagen later en het gemengd dubbelspel begon pas op de twintigste. De finale van het vrouwendubbelspel werd op vrijdag de zevenentwintigste gespeeld. De finales van het mannendubbelspel en het vrouwenenkelspel vonden op zaterdag de achtentwintigste plaats. Het toernooi werd afgesloten met de finales van het gemengd dubbelspel en het mannenenkelspel op zondag negenentwintig januari.
In het mannenenkelspel was de Serviër Novak Đoković de titelverdediger, terwijl de titel bij de vrouwen werd verdedigd door de Duitse Angelique Kerber. De titelverdedigers bij het mannendubbelspel waren Jamie Murray en Bruno Soares. Bij de vrouwen ging de titel in 2016 naar Martina Hingis en Sania Mirza. De enige titelverdediger bij het gemengd dubbelspel was de Braziliaan Bruno Soares – titelhoudster Jelena Vesnina verdedigde haar titel niet.
Bij het mannenenkelspel greep de Zwitser Roger Federer zijn vijfde Australian Open-titel – het was zijn 18e grandslamtitel in totaal, vier meer dan Pete Sampras. De Amerikaanse Serena Williams veroverde bij de vrouwen haar 23e grandslamtitel – alleen Margaret Court heeft er één meer. De winst van het mannendubbelspel ging naar de Fin Henri Kontinen en John Peers uit Australië – voor ieder van hen was het de eerste grandslamtitel in het mannendubbelspel. De titel in het vrouwendubbelspel ging naar Bethanie Mattek-Sands (VS) en de Tsjechische Lucie Šafářová – het was hun vierde gezamenlijke grandslamtitel (geen van beiden heeft grandslamtitels met andere partners). Ten slotte wist het Amerikaans/Colombiaans duo Abigail Spears en Juan Sebastián Cabal de titel in het gemengd dubbelspel te veroveren – voor beiden was het de eerste gemengd-dubbelspeltitel.
Het toernooi van 2017 trok 728.763 toeschouwers.

## Toernooikalender

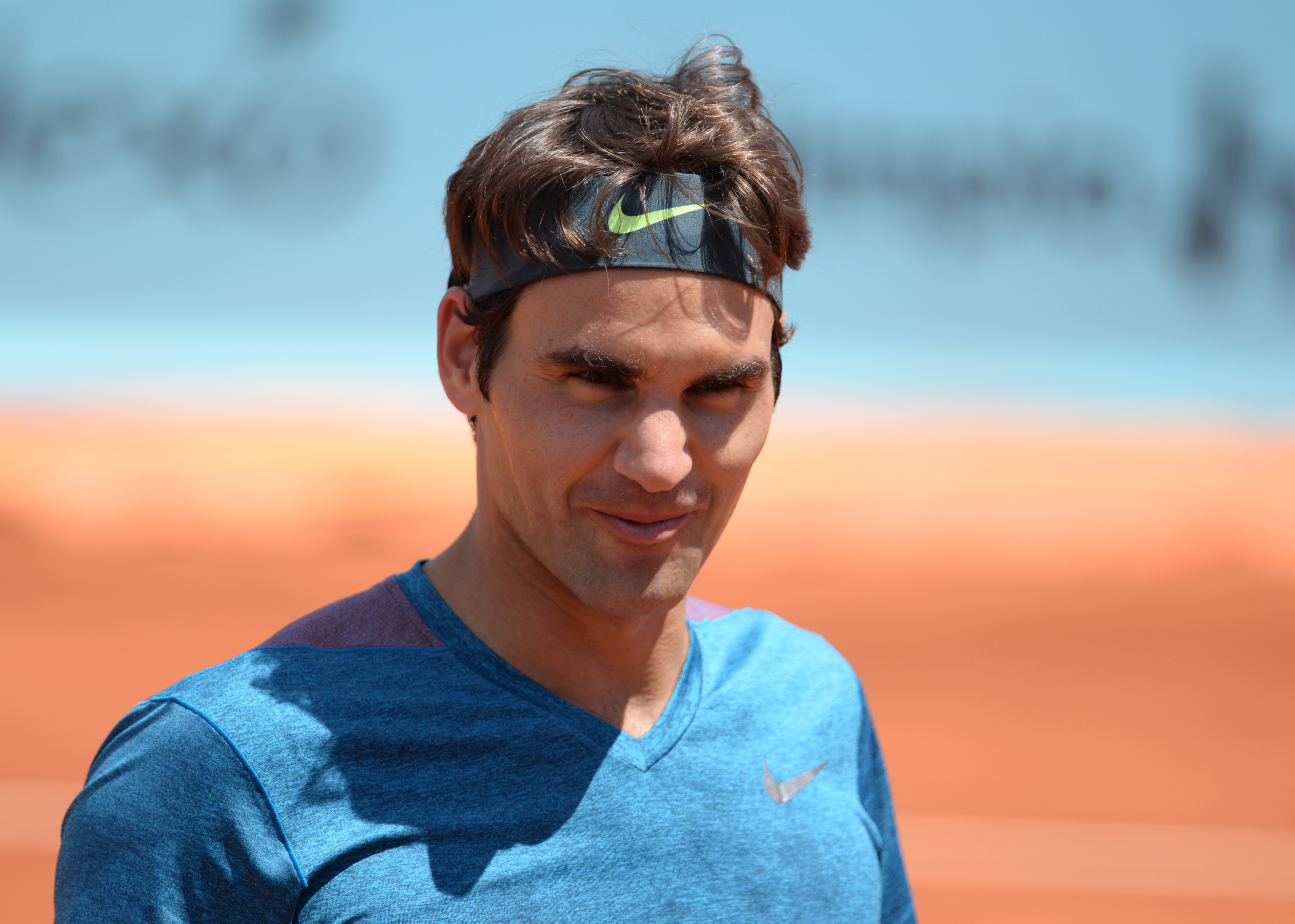
Roger Federer, winnaar bij de mannen.

|                    | januari 2017 | januari 2017 | januari 2017 | januari 2017 | januari 2017 | januari 2017 | januari 2017 | januari 2017 | januari 2017 | januari 2017 | januari 2017 | januari 2017 | januari 2017 | januari 2017 |
| maa 16             | din 17       | woe 18       | don 19       | vrĳ 20       | zat 21       | zon 22       | maa 23       | din 24       | woe 25       | don 26       | vrĳ 27       | zat 28       | zon 29       |              |
| ------------------ | ------------ | ------------ | ------------ | ------------ | ------------ | ------------ | ------------ | ------------ | ------------ | ------------ | ------------ | ------------ | ------------ | ------------ |
| mannenenkelspel    | 1e ronde     | 1e ronde     | 2e ronde     | 2e ronde     | 3e ronde     | 3e ronde     | 4e ronde     | 4e ronde     | kwartfinale  | kwartfinale  | halve finale | halve finale |              | finale       |
| vrouwenenkelspel   | 1e ronde     | 1e ronde     | 2e ronde     | 2e ronde     | 3e ronde     | 3e ronde     | 4e ronde     | 4e ronde     | kwartfinale  | kwartfinale  | halve finale |              | finale       |              |
| mannendubbelspel   |              |              | 1e ronde     | 1e ronde     | 2e ronde     | 2e ronde     | 3e ronde     | 3e ronde     | kwartfinale  | kwartfinale  | halve finale |              | finale       |              |
| vrouwendubbelspel  |              |              | 1e ronde     | 1e ronde     | 2e ronde     | 2e ronde     | 3e ronde     | 3e ronde     | kwartfinale  | halve finale |              | finale       |              |              |
| gemengd dubbelspel |              |              |              |              | 1e ronde     | 1e ronde     | 1e ronde     | 2e ronde     | 2e ronde     | kwartfinale  | kwartfinale  | halve finale |              | finale       |

## Enkelspel

### Mannen
Titelverdediger Novak Đoković was als tweede geplaatst – in de tweede ronde werd hij uitgeschakeld door Denis Istomin uit Oezbekistan. De als eerste geplaatste Andy Murray bereikte de vierde ronde – daarin moest hij de duimen leggen voor de Duitser Mischa Zverev. In de finale won Roger Federer in vijf sets van Rafael Nadal.

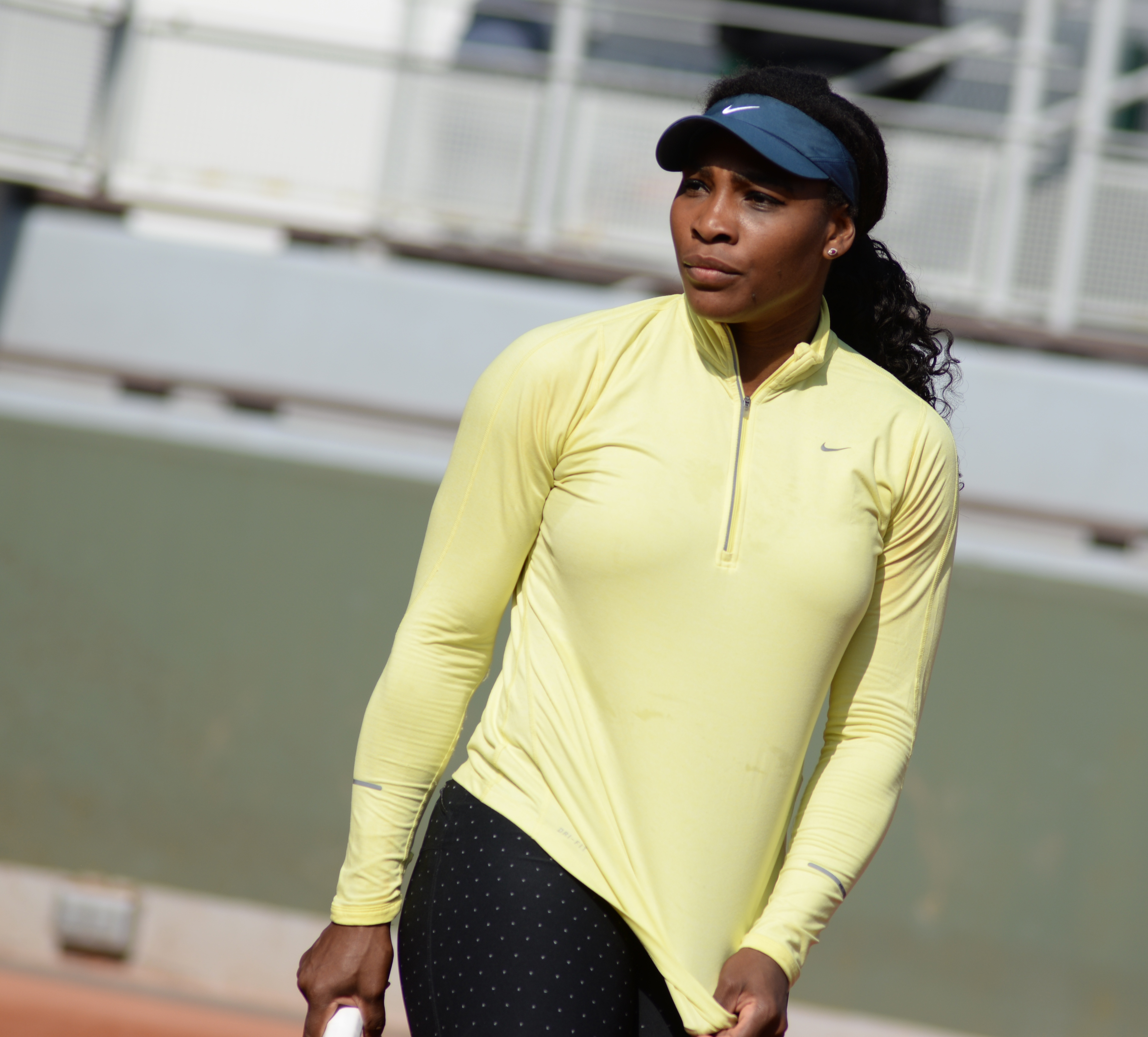
Serena Williams, winnares bij de vrouwen.

### Vrouwen
Titelverdedigster Angelique Kerber was als eerste geplaatst – zij bereikte de vierde ronde, waarin zij werd uitgeschakeld door Coco Vandeweghe. De als tweede geplaatste Serena Williams won de titel – in de eindstrijd (de eerste sister act sinds Wimbledon 2009) versloeg zij haar zus Venus.

## Dubbelspel

### Mannendubbelspel
Titelverdedigers Jamie Murray en Bruno Soares waren als tweede geplaatst – zij strandden al in de eerste ronde. De trofee ging naar Henri Kontinen uit Finland en de Australiër John Peers – in de finale versloegen zij de Amerikaanse tweeling Bob en Mike Bryan in twee sets.

### Vrouwendubbelspel
Titelverdedigsters waren Martina Hingis en Sania Mirza, die beiden met een andere partner deelnamen – geen van beiden bereikte ook maar de kwartfinale. De titel werd gewonnen door Bethanie Mattek-Sands en Lucie Šafářová, die in de eindstrijd drie sets nodig hadden om de Tsjechische Andrea Hlaváčková en Peng Shuai (uit China) te kloppen.

### Gemengd dubbelspel
Van de titelhouders Jelena Vesnina en Bruno Soares was de eerste haar titel niet komen verdedigen. Soares moest zich al voor de tweede ronde terugtrekken. De titel werd dit jaar gewonnen door Abigail Spears en Juan Sebastián Cabal, die in de finale zegevierden over Sania Mirza en Ivan Dodig.

## Kwalificatietoernooi (enkelspel)
Algemene regels – Aan het hoofdtoernooi (enkelspel) doen bij de mannen en vrouwen elk 128 tennissers mee. De 104 beste mannen en 108 beste vrouwen van de wereldranglijst die zich inschrijven, worden rechtstreeks toegelaten. Acht mannen en acht vrouwen krijgen van de organisatie een wildcard. Voor de overige ingeschrevenen resteren dan nog zestien plaatsen bij de mannen en twaalf plaatsen bij de vrouwen in het hoofdtoernooi – deze plaatsen worden via het kwalificatietoernooi ingevuld. Aan dit kwalificatietoernooi doen nog eens 128 mannen en 96 vrouwen mee – er worden drie kwalificatieronden gespeeld.

### Belgen in het kwalificatietoernooi
De enige vrouw:
1. Maryna Zanevska bereikte de laatste kwalificatieronde, maar verloor daar van de Duitse Mona Barthel.

Vijf mannen deden mee:
1. Kimmer Coppejans – tweede ronde, verloor van Aleksandr Boeblik
2. Yannik Reuter – tweede ronde, verloor van Frances Tiafoe
3. Ruben Bemelmans – eerste ronde, verloor van Go Soeda
4. Arthur De Greef – eerste ronde, verloor van Aleksandr Boeblik
5. Joris De Loore – eerste ronde, verloor van Jürgen Melzer

### Nederlanders in het kwalificatietoernooi
Er waren zes vrouwelijke deelnemers:
1. Michaëlla Krajicek bereikte als enige de tweede ronde, door winst op haar landgenote Quirine Lemoine, waarna zij verloor van Russin Natalja Vichljantseva
2. Richèl Hogenkamp – eerste ronde, verloor van Mona Barthel
3. Arantxa Rus – eerste ronde, verloor van Ana Bogdan
4. Cindy Burger – eerste ronde, verloor van Olivia Rogowska
5. Lesley Kerkhove – eerste ronde, verloor van Aleksandra Krunić
6. Quirine Lemoine – eerste ronde, verloor van Michaëlla Krajicek

Er deden geen mannen mee.

## Junioren
Meisjesenkelspel

Finale: Marta Kostjoek (Oekraïne) won van Rebeka Masarova (Zwitserland) met 7-5, 1-6, 6-4
Meisjesdubbelspel

Finale: Bianca Andreescu (Canada) en Carson Branstine (VS) wonnen van Maja Chwalińska (Polen) en Iga Świątek (Polen) met 6-1, 7-6
Jongensenkelspel

Finale: Zsombor Piros (Hongarije) won van Yishai Oliel (Israël) met 4-6, 6-4, 6-3
Jongensdubbelspel

Finale: Hsu Yu-hsiou (Taiwan) en Zhao Lingxi (China) wonnen van Finn Reynolds (Nieuw-Zeeland) en Duarte Vale (Portugal) met 6-7, 6-4, [10-5]

## Rolstoeltennis
Rolstoelmannenenkelspel

Finale: Gustavo Fernández (Argentinië) won van Nicolas Peifer (Frankrijk) met 3-6, 6-2, 6-0
Rolstoelvrouwenenkelspel

Finale: Yui Kamiji (Japan) won van Jiske Griffioen (Nederland) met 6-7, 6-3, 6-3
Quad-enkelspel

Finale: Dylan Alcott (Australië) won van Andy Lapthorne (VK) met 6-2, 6-2
Rolstoelmannendubbelspel

Finale: Joachim Gérard (België) en Gordon Reid (VK) wonnen van Gustavo Fernández (Argentinië) en Alfie Hewett (VK) met 6-3, 3-6, [10-3]
Rolstoelvrouwendubbelspel

Finale: Jiske Griffioen (Nederland) en Aniek van Koot (Nederland) wonnen van Diede de Groot (Nederland) en Yui Kamiji (Japan) met 6-3, 6-2
Quad-dubbelspel

Finale: Andy Lapthorne (VK) en David Wagner (VS) wonnen van Dylan Alcott (Australië) en Heath Davidson (Australië) met 6-3, 6-3

## Baansnelheid
| Court Pace Index                                     |
| ---------------------------------------------------- |
|                                                      |
| ■ Traag ■ Medium traag ■ Medium ■ Medium snel ■ Snel |

Bron: Court Pace Index: Tennis court speeds Tennis Warehouse Forum, Nick Lester Twitter

## Uitzendrechten
De Australian Open was in Nederland en België exclusief te zien op Eurosport. Eurosport zond de Australian Open uit via de lineaire sportkanalen Eurosport 1 en Eurosport 2 en via de online streamingdienst, de Eurosport Player.
1905 · 1906 · 1907 · 1908 · 1909 · 1910 · 1911 · 1912 · 1913 · 1914 · 1915 · 1916–1918 · 1919 · 1920 · 1921 · 1922 · 1923 · 1924 · 1925 · 1926 · 1927 · 1928 · 1929 · 1930 · 1931 · 1932 · 1933 · 1934 · 1935 · 1936 · 1937 · 1938 · 1939 · 1940 · 1941–1945 · 1946 · 1947 · 1948 · 1949 · 1950 · 1951 · 1952 · 1953 · 1954 · 1955 · 1956 · 1957 · 1958 · 1959 · 1960 · 1961 · 1962 · 1963 · 1964 · 1965 · 1966 · 1967 · 1968
↓ open tijdperk ↓
1969 (m-v-md-vd-gd) · 1970 (m-v-md-vd) · 1971 (m-v-md-vd) · 1972 (m-v-md-vd) · 1973 (m-v-md-vd) · 1974 (m-v-md-vd) · 1975 (m-v-md-vd) · 1976 (m-v-md-vd) · jan 1977 (m-v-md-vd) · dec 1977 (m-v-md-vd) · 1978 (m-v-md-vd) · 1979 (m-v-md-vd) · 1980 (m-v-md-vd) · 1981 (m-v-md-vd) · 1982 (m-v-md-vd) · 1983 (m-v-md-vd) · 1984 (m-v-md-vd) · 1985 (m-v-md-vd) · 1986 · 1987 (m-v-md-vd-gd) · 1988 (m-v-md-vd-gd) · 1989 (m-v-md-vd-gd) · 1990 (m-v-md-vd-gd) · 1991 (m-v-md-vd-gd) · 1992 (m-v-md-vd-gd) · 1993 (m-v-md-vd-gd) · 1994 (m-v-md-vd-gd) · 1995 (m-v-md-vd-gd) · 1996 (m-v-md-vd-gd) · 1997 (m-v-md-vd-gd) · 1998 (m-v-md-vd-gd) · 1999 (m-v-md-vd-gd) · 2000 (m-v-md-vd-gd) · 2001 (m-v-md-vd-gd) · 2002 (m-v-md-vd-gd) · 2003 (m-v-md-vd-gd) · 2004 (m-v-md-vd-gd) · 2005 (m-v-md-vd-gd) · 2006 (m-v-md-vd-gd) · 2007 (m-v-md-vd-gd) · 2008 (m-v-md-vd-gd) · 2009 (m-v-md-vd-gd) · 2010 (m-v-md-vd-gd) · 2011 (m-v-md-vd-gd) · 2012 (m-v-md-vd-gd) · 2013 (m-v-md-vd-gd) · 2014 (m-v-md-vd-gd) · 2015 (m-v-md-vd-gd) · 2016 (m-v-md-vd-gd) · 2017 (m-v-md-vd-gd) · 2018 (m-v-md-vd-gd) · 2019 (m-v-md-vd-gd)  · 2020 (m-v-md-vd-gd) · 2021 (m-v-md-vd-gd) · 2022 (m-v-md-vd-gd) · 2023 (m-v-md-vd-gd) · 2024 (m-v-md-vd-gd) · 2025 (m-v-md-vd-gd)
Lijst van Australian Openwinnaars